# Arctia ssignatum
Arctia ssignatum är en fjärilsart som beskrevs av Smith 1958. Arctia ssignatum ingår i släktet Arctia och familjen björnspinnare. Inga underarter finns listade i Catalogue of Life.